# Coelichneumon assimilis
Coelichneumon assimilis là một loài tò vò trong họ Ichneumonidae.